# Jagiełek
Jagiełek (deutsch Jagielleck, nach 1933 bis 1945 Forsthaus Hohenstein) ist ein kleiner Ort in der polnischen Woiwodschaft Ermland-Masuren und gehört zur Gmina Olsztynek (Stadt- und Landgemeinde Hohenstein i. Ostpr.) im Powiat Olsztyński (Kreis Allenstein).

## Geographische Lage
Jagiełek liegt im südlichen Westen der Woiwodschaft Ermland-Masuren nördlich der Stadt Olsztynek (Hohenstein i. Ostpr.), 24 Kilometer südöstlich der einstigen Kreisstadt Osterode in Ostpreußen (polnisch Ostróda) bzw. 21 Kilometer südwestlich der heutigen Kreismetropole Olsztyn (deutsch Allenstein).

## Geschichte
Jagiellek, nach 1898 Jagielleck, war vor 1945 eine Försterei, die zum Hohensteiner Stadtwald gehörte und 1871 als ein Krug bestand. Der bis nach 1933 gebräuchliche Name erinnert an den Aufenthalt des polnischen Königs Władysław Jagiełło am 17. und 18. Juli 1410 bei Hohenstein. 

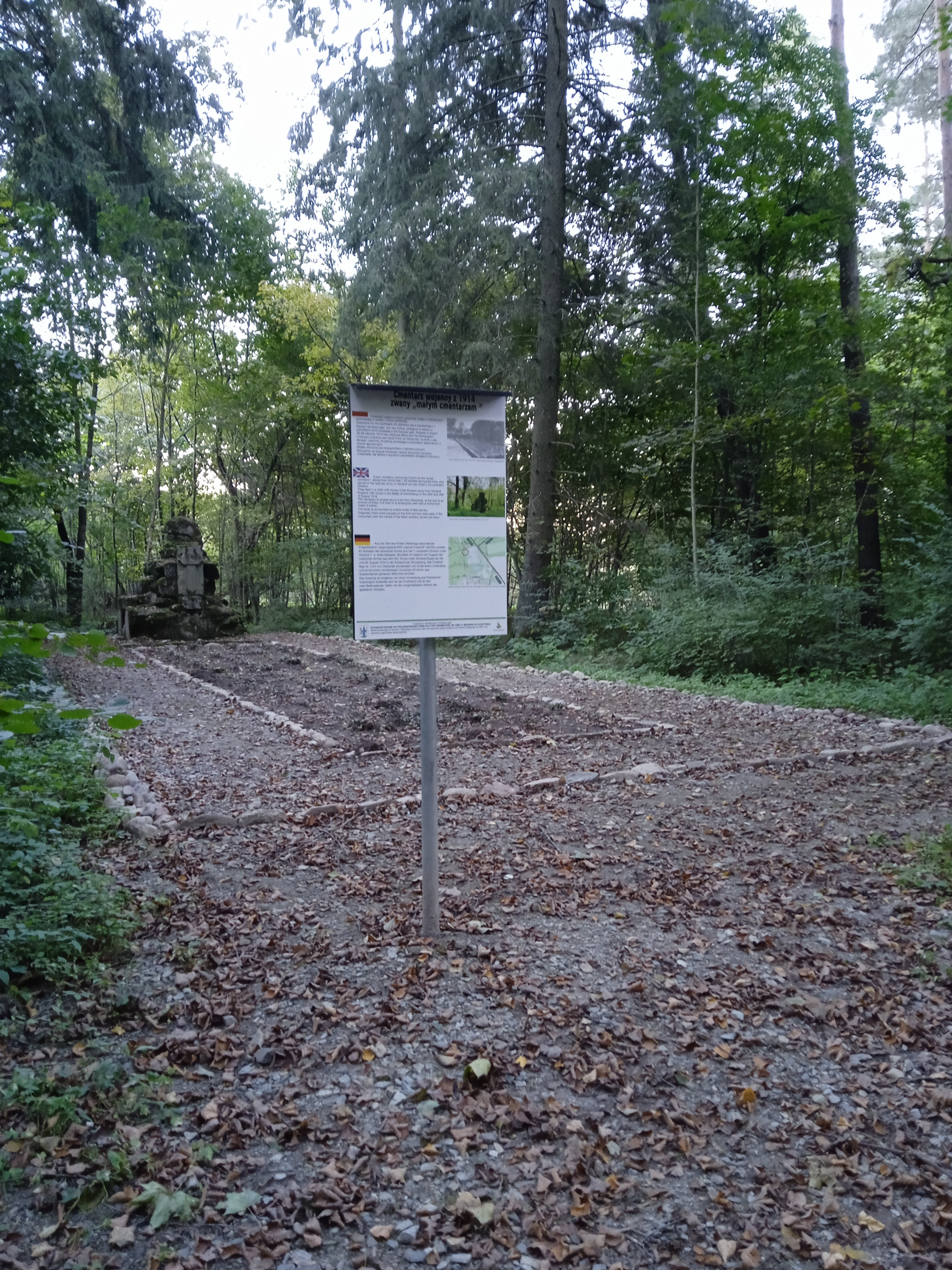
Eingang zum Soldatenfriedhof

Im Ersten Weltkrieg erlitten hier deutsche und russische Truppen bei schweren Kämpfen starke Verluste. Daran erinnern noch heute zwei Soldatenfriedhöfe mit Gräbern von 137 deutschen und 307 russischen Soldaten.
Die Forstsiedlung Jagielleck war bis 1945 ein Wohnplatz innerhalb der Stadt Hohenstein im Kreis Osterode in Ostpreußen. Nach 1933 benannte man aus politisch-ideologisch begründeter Abwehr fremdländischer Ortsbezeichnungen den Namen in „Forsthaus Hohenstein“ um.
Mit dem gesamten südlichen Ostpreußen 1945 in Kriegsfolge an Polen überstellt, erhielt die Forstsiedlung die polnische Namensform „Jagiełek“ (für kurze Zeit noch „Jagiellonek“). Die heutige Waldsiedlung (polnisch Osada leśna) ist jetzt wieder ein eigenständiger Ort innerhalb der Stadt- und Landgemeinde Olsztynek (Hohenstein i. Ostpr.) im Powiat Olsztyński (Kreis Allenstein*), bis 1995 der Woiwodschaft Olsztyn, seither der Woiwodschaft Ermland-Masuren zugehörig. Auch heute ist hier der Sitz einer Försterei. Das nahe gelegene Restaurant Zajazd Jagiełek ist weithin sichtbar. Jagiełek zählte am 26. Oktober 2020 insgesamt neun Einwohner.

## Kirche
Vor 1945 wie auch heute ist der Ort kirchlich nach Olsztynek orientiert.

## Verkehr
Jagiełek ist vom Stadtzentrum Olsztynek aus über eine Nebenstraße direkt zu erreichen. Die einstige Landstraße von Hohenstein nach Mohrungen (polnisch Morąg) führt als Hauptstraße nach Podlejki (Podleiken) im Osten vorbei.
Die Stadt Olsztynek ist die nächste Bahnstation und liegt an der Bahnstrecke Działdowo–Olsztyn (deutsch Soldau–Allenstein).